# Parafia św. Jana Chrzciciela w Wilkołazie
Parafia Świętego Jana Chrzciciela w Wilkołazie – parafia rzymskokatolicka w Wilkołazie Pierwszym, należąca do archidiecezji lubelskiej i Dekanatu Kraśnik. Została erygowana w 1325 roku. Parafię prowadzą księża archidiecezjalni.
Obecny murowany kościół parafialny został zbudowany w latach 1648 - 1653. Poprzednie dwa drewniane kościoły uległy zniszczeniu na skutek upływu czasu i działań wojennych.
3 cmentarze grzebalne: najstarszy, przy skrzyżowaniu dróg, zamknięty w 1843 r.; tzw. stary - (czynny do 1926 r., a także obecnie) i trzeci - nowy, czynny od 1926 r.
Blisko 11 lat (1833-1844) wikariuszem parafii w Wilkołazie był ks. Piotr Ściegienny, organizator i przywódca Związku Chłopskiego.

## Zasięg parafii
Do parafii należą wierni z następujących miejscowości: Marianówka, Obroki, Wilkołaz Dolny, Wilkołaz Górny, Wilkołaz Pierwszy, Wilkołaz Drugi, Wilkołaz Trzeci, Zalesie, Zdrapy.